# Le Mesnil-Villeman
Le Mesnil-Villeman ist eine französische Gemeinde mit 237 Einwohnern (Stand 1. Januar 2022) im Manche in der Region Normandie. Sie gehört zum Arrondissement Coutances und zum Kanton Quettreville-sur-Sienne. 
Nachbargemeinden sind Gavray-sur-Sienne mit Le Mesnil-Rogues im Westen und Norden, Le Mesnil-Garnier im Osten, Champrepus im Südosten und Beauchamps im Südwesten.

## Bevölkerungsentwicklung
| Jahr      | 1962 | 1968 | 1975 | 1982 | 1990 | 1999 | 2008 | 2018 |
| --------- | ---- | ---- | ---- | ---- | ---- | ---- | ---- | ---- |
| Einwohner | 454  | 381  | 321  | 275  | 253  | 245  | 223  | 235  |

## Sehenswürdigkeiten
- Kirche Saint-Pierre
- Kirche Notre-Dame im Ortsteil Dragueville
- Gefallenendenkmal

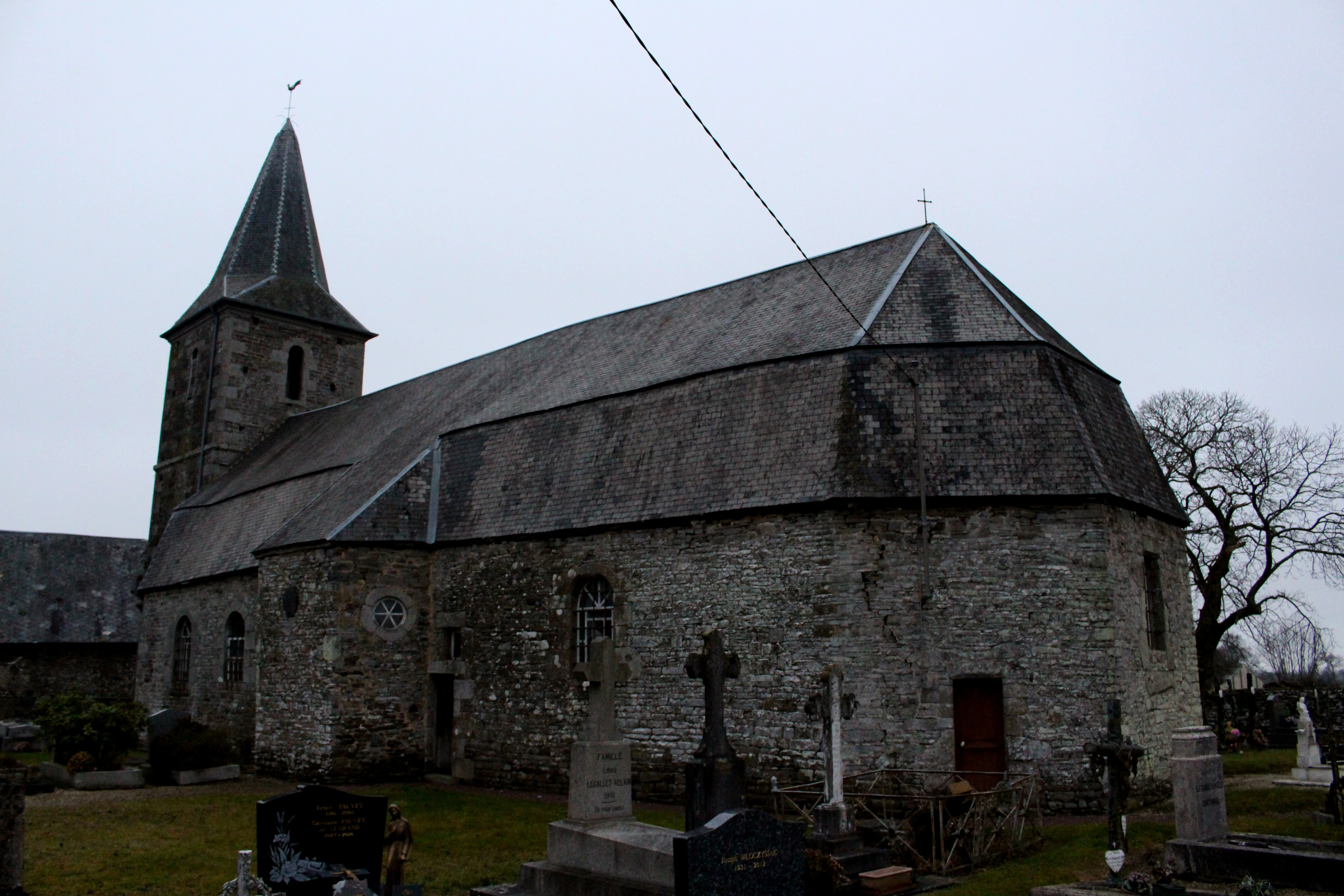
Kirche Notre-Dame
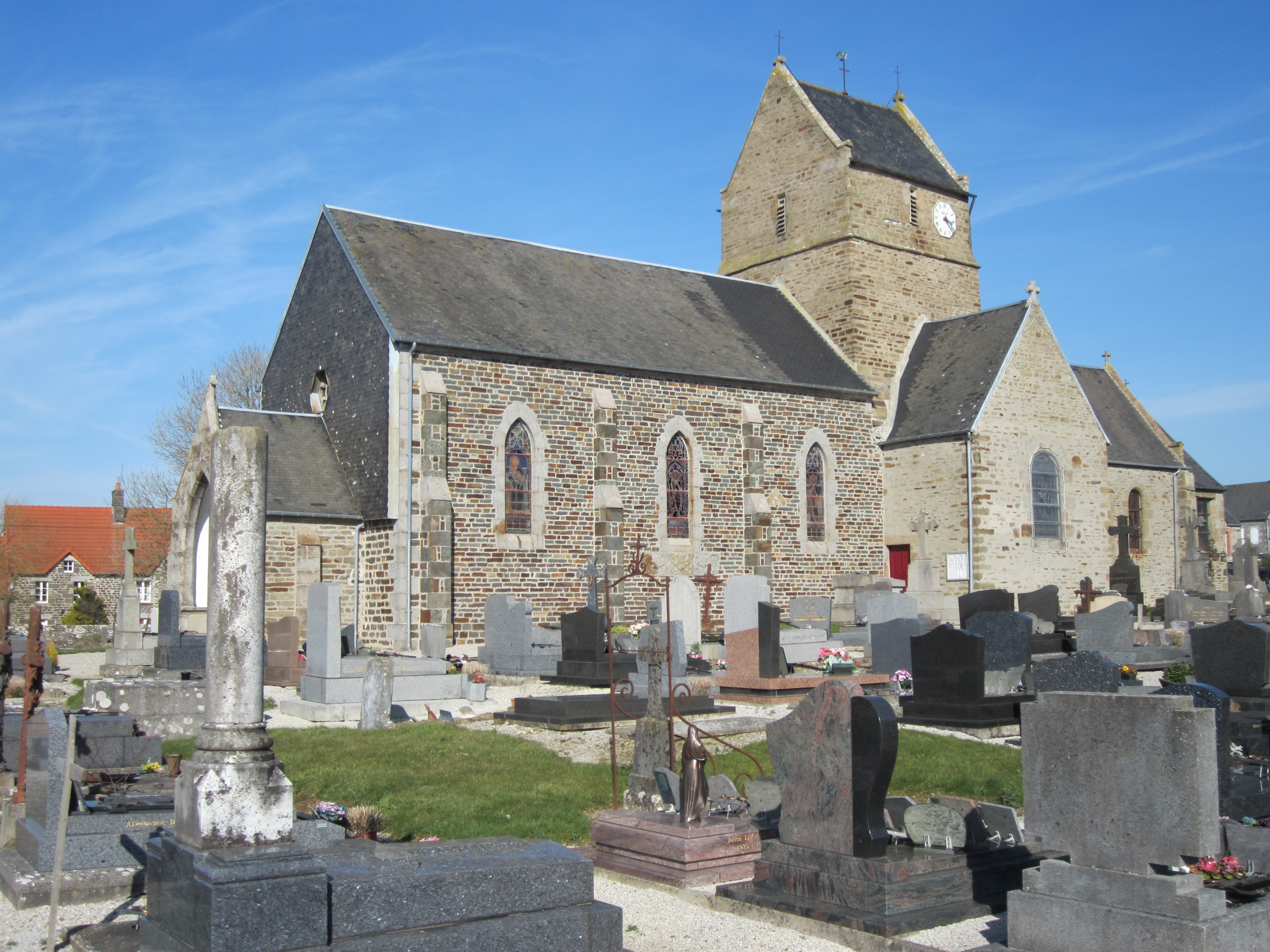
Kirche Saint-Pierre